# Danyyil Dvirnyy
Danyyil Dvirnyy est un joueur d'échecs italien né le 21 octobre 1990 à Saint-Pétersbourg (Russie, alors en Union soviétique).
Au 1er mars 2021, Danyyil Dvirnyy est le neuvième joueur italien avec un classement Elo de 2 480 points.

## Biographie et carrière
La famille de Dvirnyy émigra en Italie quand il avait 13 ans.
Grand maître international depuis 2014, Danyyil Dvirnyy a remporté la médaille d'or aux championnats d'Italie de 2013 et 2015.
Danyyil Dvirnyy a représenté l'Italie lors de trois olympiades : à l'échiquier de réserve en 2012 et 2014, puis au deuxième échiquier en 2016. Danyyil Dvirnyy participa à trois championnats d'Europe des nations au troisième échiquier en 2011, 2015 et 2017.